# العلاقات السورينامية النيوزيلندية
العلاقات السورينامية النيوزيلندية هي العلاقات الثنائية التي تجمع بين سورينام ونيوزيلندا.

## مقارنة بين البلدين
هذه مقارنة عامة ومرجعية للدولتين:
| وجه المقارنة                                              | سورينام                        | نيوزيلندا                                              |
| --------------------------------------------------------- | ------------------------------ | ------------------------------------------------------ |
| المساحة (كم2)                                             | 163.27 ألف                     | 268.02 ألف                                             |
| عدد السكان (نسمة)                                         | 563.40 ألف                     | 4.24 مليون                                             |
| الكثافة السكانية (ن./كم²)                                 | 3.45                           | 15.82                                                  |
| العاصمة                                                   | باراماريبو                     | ويلينغتون، أوكلاند                                     |
| اللغة الرسمية                                             | اللغة الهولندية                | لغة إنجليزية، اللغة الماورية، لغة الإشارة النيوزيلندية |
| العملة                                                    | دولار سورينامي، غيلدر سورينامي | دولار نيوزيلندي، الجنيه النيوزيلندي                    |
| الناتج المحلي الإجمالي (بليون دولار)                      | 3.32 مليار                     | 205.85 مليار                                           |
| الناتج المحلي الإجمالي (تعادل القوة الشرائية) بليون دولار | 9.07 مليار                     |                                                        |
| الناتج المحلي الإجمالي الاسمي للفرد دولار أمريكي          | 9.48 ألف                       |                                                        |
| الناتج المحلي الإجمالي للفرد دولار أمريكي                 | 16.64 ألف                      |                                                        |
| مؤشر التنمية البشرية                                      | 0.714                          | 0.914                                                  |
| رمز المكالمات الدولي                                      | +597                           | +64                                                    |
| رمز الإنترنت                                              | .sr                            | .nz                                                    |
| المنطقة الزمنية                                           | 00                             | ت ع م+13:00، ت ع م+12:00                               |

## منظمات دولية مشتركة
يشترك البلدان في عضوية مجموعة من المنظمات الدولية، منها:
| علم المنظمة | اسم المنظمة                        | تاريخ انضمام سورينام | تاريخ انضمام نيوزيلندا |
| ----------- | ---------------------------------- | -------------------- | ---------------------- |
|             | يونسكو                             | 16 يوليو 1976        | 4 نوفمبر 1946          |
|             | وكالة ضمان الاستثمار متعدد الأطراف | 2 يوليو 2003         | 22 أبريل 2008          |
|             | الأمم المتحدة                      | 4 ديسمبر 1975        | 24 أكتوبر 1945         |
|             | الاتحاد البريدي العالمي            | ?                    | ?                      |
|             | البنك الدولي للإنشاء والتعمير      | 27 يونيو 1978        | 31 أغسطس 1961          |
|             | المنظمة الهيدروغرافية الدولية      | ?                    | ?                      |
|             | الاتحاد الدولي للاتصالات           | 15 يوليو 1976        | 3 يونيو 1878           |
|             | منظمة حظر الأسلحة الكيميائية       | ?                    | ?                      |
|             | مؤسسة التمويل الدولية              | 1 سبتمبر 2011        | 31 أغسطس 1961          |
|             | منظمة التجارة العالمية             | ?                    | ?                      |
|             | منظمة الشرطة الجنائية الدولية      | ?                    | ?                      |

## وصلات خارجية
- موقع وزارة الخارجية السورينامية
- موقع وزارة الخارجية النيوزيلندية